# Alophia drummondii
Alophia drummondii är en irisväxtart som först beskrevs av Robert Graham, och fick sitt nu gällande namn av Robert Crichton Foster. Alophia drummondii ingår i släktet Alophia och familjen irisväxter. Inga underarter finns listade i Catalogue of Life.